# Colinatys
Colinatys is een geslacht van weekdieren uit de klasse van de Gastropoda (slakken).

## Soort
- Colinatys alayoi (Espinosa & Ortea, 2004)